# Léon-François Comerre
Léon-François Comerre (Trélon, Nord - Pas de Calais, 10 d'octubre de 1850 - Le Vésinet, Illa de França, 20 de febrer de 1916) fou un pintor i escultor acadèmic francès dedicat especialment retratar belles dones.
Fou deixeble de Colàs, a Lilla i de Cabanel en l'Escola de Belles Arts de París (École Nationale Supérieure des Beaux-Arts), assolint la pensió de Roma el 1875. Les seves obres principals consisteixen en la decoració pictòrica del Saló de Festes, en l'alcaldia del districte IV de París; la del gran saló de la prefectura del Roine (Lió), Fedra i Celimena en el saló de descans del teatre de l'Odéon de París, La mort d'Albi (museu de Caen), Samsó i Dalila (museu de Lilla), Sileno i les vacants (museu de Marsella).
Al prendre possessió l'Estat francès de la col·lecció Chauchard, donada al museu del Louvre, el quadre de Comerre Pierrot, entrà en la llista dels eliminats.